# Joseph Roos

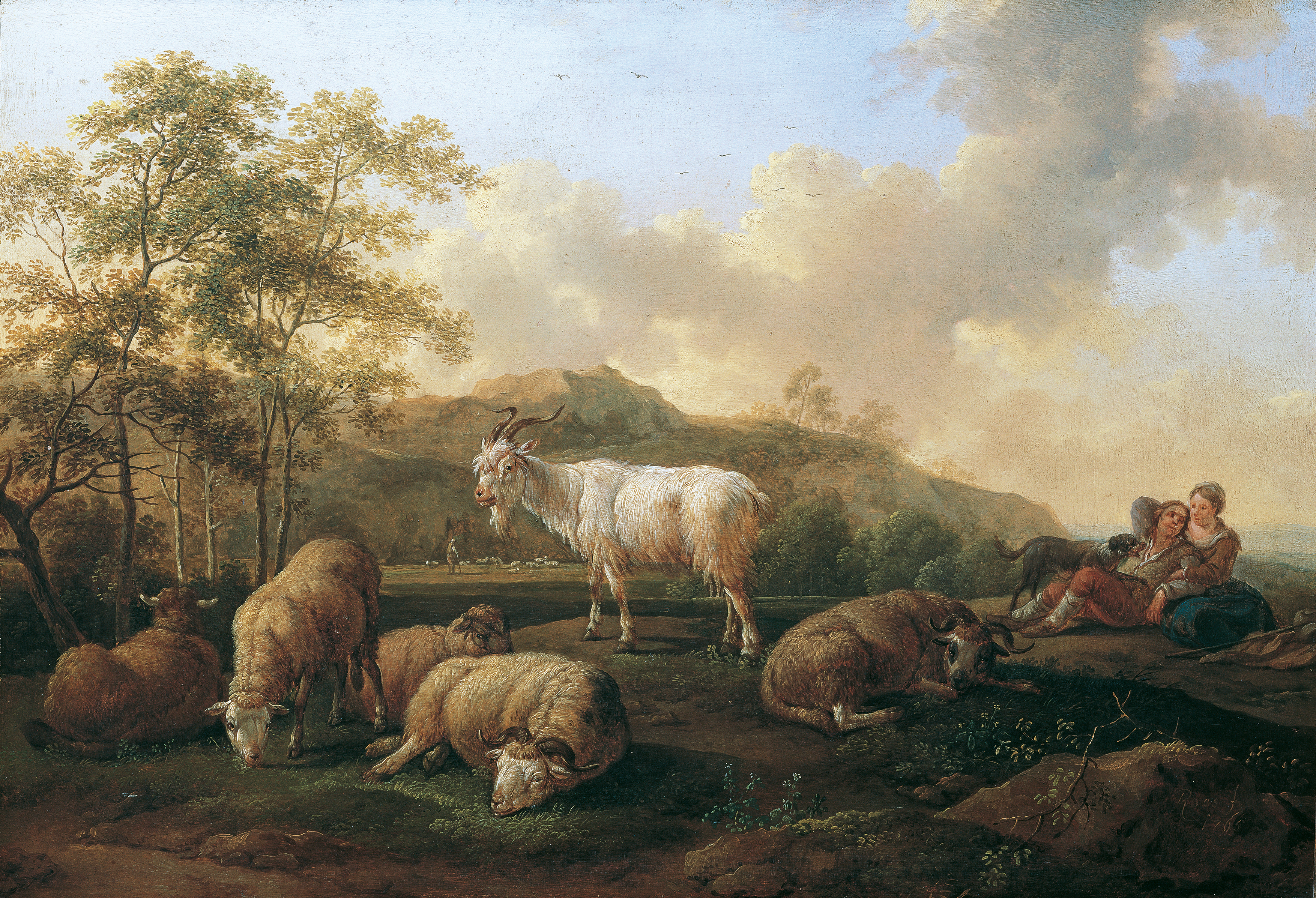
Landschaft mit weidendem Vieh, 1765, Belvedere, Wien

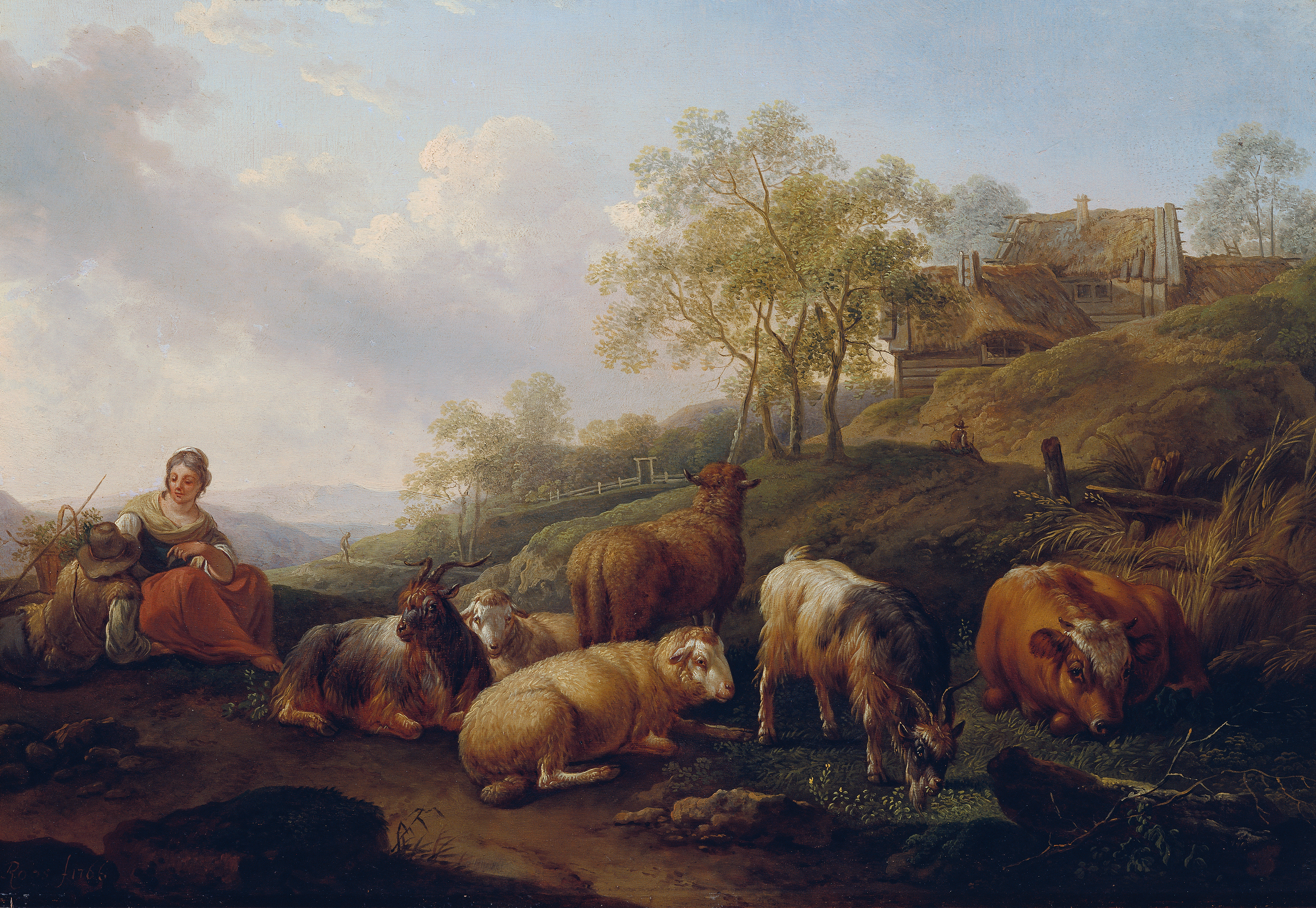
Landschaft mit weidendem Vieh, 1766, Belvedere, Wien

Joseph Roos (* 9. Oktober 1726 in Wien; † 25. August 1805 ebenda) war ein österreichischer Maler, der vor allem in Dresden wirkte.

## Leben
Sein Urgroßvater war der Maler Johann Heinrich Roos (1631–1685), sein Großvater Philipp Peter Roos (1651–1705). Er wurde durch seinen Vater Cajetan Roos (1690–1770), genannt „Gaetano Rosa“, unterrichtet. Nach seiner Ausbildungszeit in Wien reiste er als 21-Jähriger nach Dresden, um unter der Anleitung von Giuseppe Galli da Bibiena als Dekorationsmaler zu arbeiten. Roos beteiligte sich 1749–1750 an der Erneuerung des Opernhauses im Zwinger und an dessen erneuter Umgestaltung 1753 unter Giovanni Niccolo Servandoni (1695–1766). Aufgrund des Opernbrandes 1849 sind diese Zeugnisse nicht mehr überliefert. Zwischenzeitlich hielt Roos sich in Berlin auf und schuf sechs Zeichnungen, heute im Besitz des Berliner Kupferstichkabinetts. Ab 1758 lebte er dauerhaft in Dresden und arbeitete als Hofmaler und Lehrer. Mit der Akademiegründung in Dresden 1764 wurde er zum Mitglied derselben und lehrte im Landschaftsfach. Ein Jahr später hatte er die Professur für Landschaftsmalerei inne. Aufgrund unüberbrückbarer Differenzen zwischen Roos und seinem Akademiekollegen Giovanni Battista Casanova, in die selbst ihre Schüler verwickelt waren, übersiedelte Roos 1769 nach Wien und fand eine Anstellung als Direktor der Kaiserlichen Gemäldegalerie. 